# Ривлин, Реувен
Реувен Ривлин (ивр. ראובן ריבלין‎; род. 9 сентября 1939, Иерусалим, Подмандатная Палестина) — израильский государственный и политический деятель. Президент Израиля с 24 июля 2014 по 7 июля 2021 года.

## Биография

### Молодые годы
Родился в Иерусалиме в семье известного профессора-семитолога Йосефа Йоэля Ривлина (1889—1971), среди прочего осуществившего первый аннотированный перевод Корана и книги сказок «Тысяча и одна ночь» на иврит, и Рахели (Рэйчел Рэй) Ривлин (1904—2005). Военную службу по призыву завершил в звании лейтенанта. Дослужился до звания майора во время резервистской службы. Изучал юриспруденцию в Еврейском университете Иерусалима.

### Политическая карьера
В 1978 году впервые избран в муниципалитет Иерусалима. С 1981 по 1986 год входил в совет директоров авиакомпании «Эль-Аль». В 1986 году возглавил иерусалимский филиал движения «Херут». В 1988 году выдвинул свою кандидатуру на пост мэра Иерусалима, но проиграл Тедди Коллеку. В том же году избран в кнессет от партии «Ликуд». С 1988 по 1993 год занимал пост председателя движения «Ликуд». В 1996 году избран в кнессет во второй раз, с тех пор переизбирался ещё четыре раза.
Занимал должность министра связи в первом правительстве Ариэля Шарона. Был противником плана одностороннего размежевания, предложенного Шароном. В кнессете 15-го созыва выполнял обязанности вице-председателя, в кнессете 16-го созыва был избран председателем. Другие посты в кнессете включают должность председателя комиссии по борьбе с наркотиками (12-й созыв) и председателя двух подкомиссий в кнессете 17-го созыва. В кнессете 12-го и 14-го созывов входил в комиссию по иностранным делам и безопасности, в кнессете 14-го и 17-го созывов входил в финансовую комиссию.
В 2007 году Ривлин выдвинул свою кандидатуру на пост Президента Израиля, но проиграл выборы Шимону Пересу с разницей в 21 голос (37 против 58).
В марте 2009 года Реувен Ривлин был единогласно выбран на пост председателя кнессета 18-го созыва. Помимо критики в адрес программы размежевания Шарона Ривлин также оказался в центре парламентского скандала в 2010 году, когда отказался принять рекомендацию комиссии кнессета снять парламентскую неприкосновенность с депутата от партии БАЛАД Ханин Зоаби, принявшей участие во Флотилии свободы, пытавшейся прорвать израильскую морскую блокаду сектора Газа. Ривлин выступает против схемы «два государства для двух народов», в частности в 2010 году заявив, что «скорее примет палестинцев как граждан Израиля, нежели пойдет на разделение Израиля и Восточного берега в рамках „двух государств“».

### Президент Израиля
В 2012 году между Ривлином и премьер-министром Биньямином Нетаньяху было заключено соглашение о том, что Ривлин будет кандидатом партии на выборах, если партия «Ликуд» победит на выборах в Кнессет 2013 года, что и произошло. Тем не менее, в газете «Jerusalem Post» сообщили, что Нетаньяху и Авигдор Либерман имеют плохие отношения с Ривлином и не исключали, что может быть выдвинут другой кандидат. В начале 2014 года Ривлин собрал необходимые для выдвижения 10 подписей депутатов Кнессета. В мае Нетаньяху позвонил Ривлину, сообщив, что поддержит его кандидатуру. Ранее о поддержке Ривлина заявил и глава партии «Еврейский дом» и министр экономики Нафтали Беннет, таким образом, присоединившись к большинству депутатов собственной партии. 2 июня лидер партии «Авода» Шели Яхимович в своём блоге в Facebook сообщила, что проголосует за Реувена Ривлина, что стало неожиданным для многих, так как у партии был собственный кандидат — Биньямин Бен-Элиэзер.
Голосование проходило 10 июня в два тура. В первом Ривлин получил 44 голоса, а ближайший соперник Меир Шитрит — 31, но так как ни один кандидат не набрал подавляющего большинства, был назначен второй тур, по итогам которого Ривлин получил поддержку 63 депутатов, а Шитрит — 53. По некоторым данным, Нетаньяху отказал Ривлину в поддержке. Таким образом, Реувен Ривлин был избран десятым президентом Израиля. 11 июня состоялась встреча Ривлина и премьер-министра Биньямина Нетаньяху, в резиденции последнего в Иерусалиме. Нетаньяху заявил, что «мы сумеем отложить в сторону всё плохое, что было между нами, и вместе действовать на благо народа Израиля».
24 июля Ривлин вступил в должность, сменив на посту президента Израиля Шимона Переса. Занимал пост до 7 июля 2021 года, когда присягу принёс 11-й президент страны Ицхак Герцог.

## Личная жизнь
Был женат на Нехаме Ривлин, имеет четырёх детей. Вегетарианец (по этическим соображениям) на протяжении более 50 лет. Болеет за футбольную команду «Бейтар» из Иерусалима, с тех пор как первый раз увидел её игру в 1946 году.

## Награды
- Почётный гражданин Сеула (18 июля 2019 года)[25].